# Имая (приток Судебки)
Имая — река в России, протекает по Череповецкому району Вологодской области. Устье реки находится по правому берегу реки Судебка (приток Шексны). Длина реки, вместе с притоком Емковка и участком Судебки от устья до впадения Имаи, составляет 23 км.
Образована слиянием Емковки и Федяевского ручья. Имеет левый приток — ручей Ковшовский.
Через реку перекинут мост, соединяющий близлежащие сёла — Остров и Утлово.

## Данные водного реестра
По данным государственного водного реестра России относится к Верхневолжскому бассейновому округу, водохозяйственный участок реки — Рыбинское водохранилище до Рыбинского гидроузла и впадающие в него реки, без рек Молога, Суда и Шексна от истока до Шекснинского гидроузла, речной подбассейн реки — Реки бассейна Рыбинского водохранилища. Речной бассейн реки — (Верхняя) Волга до Куйбышевского водохранилища (без бассейна Оки).
Код объекта в государственном водном реестре — 08010200412110000009533.